# Absalom Shabangu
Absalom Shabangu (ur. 2 września 1952) – suazyjski sztangista, olimpijczyk, uczestnik igrzysk olimpijskich w 1988 w Seulu.
Podczas tych igrzysk startował w kategorii do 82,5 kilograma. Trzykrotnie próbował wyrwać sztangę ważącą 80 kilogramów, jednak ta sztuka mu się nie udała, przez co został zdyskwalifikowany.